# 127

127(백이십칠)은 126보다 크고 128보다 작은 자연수다.

## 수학
- 31번째 소수(素數)다. 앞의 소수는 113, 다음 소수는 131이다.
  - 4번째 메르센 소수다. 앞의 메르센 소수는 31, 다음은 8191이다.
  - 11번째 슈퍼 소수로, 127의 소수 순번인 31도 소수다. 앞의 슈퍼 소수는 109, 다음은 157이다.
- 14번째 헵타나치 수다. 앞의 헵타나치 수는 64, 다음은 253이다.
- {\displaystyle 127=2^{7}-1}
  - 7번째 메르센 수로, 2의 7제곱에서 1을 뺀 수다.
- 7번째 모츠킨 수다. 앞의 모츠킨 수는 51, 다음은 323이다.
- 7번째 중심있는 육각수다. 앞의 중심있는 육각수는 91, 다음은 169다.
- {\displaystyle 127=3+5+7+11+13+17+19+23+29}
  - 연속하는 소수(素數) 9개의 합으로 나타낼 수 있으며, 이 성질을 지닌 앞의 수는 100, 다음 수는 155다.
- {\displaystyle 19^{3}-1}은 127로 나누어떨어진다.

## 과학·기술
- NGC 127: 물고기자리 방향에 있는 렌즈형은하.
- 부호있는 바이트형 변수에서 표현할 수 있는 가장 큰 수.
- IP 주소에서 최상위 127번대 주소 — 127.0.0.0~127.255.255.255 — 는 루프백 아이피를 뜻한다.

## 교통

### 철도
- 철도차량
  - 서일본 여객철도 키하127계 동차
- 철도역
  - 수도권 전철 1호선 동묘앞역의 역번호.
  - 부산 도시철도 1호선 온천장역의 역번호.
  - 대구 도시철도 1호선 영대병원역의 역번호.

### 도로
- 고속도로 및 국도
  - 유럽 고속도로 127호선: 러시아 옴스크에서 카자흐스탄 마야프사게이까지 이어지는 유럽 고속도로.
  - 일본 127번 국도: 지바현 다테야마시에서 기사라즈시까지 이어지는 일본의 국도.
- 기타 도로
  - 현도 제127호선

## 군사
- U-127: 독일의 군용 잠수함. 제1차 세계 대전에 사용된 U-127형 모델류와 제2차 세계 대전에 사용된 1941년제 모델(영어판)이 있다.

## 문화유산
- 대한민국의 국보 제127호: 서울 삼양동 금동관음보살입상
- 대한민국의 보물 제127호: 경주 삼랑사지 당간지주
- 대한민국의 사적 제127호: 진도 남도진성

## 방송
- 스카이라이프의 스카이UHD 채널 번호.
- 지니 TV의 빌리어즈TV 채널 번호.
- B tv의 슬로우TV 채널 번호.
- U+ TV의 오라이프 채널 번호.
- LG헬로비전의 폴라리스TV 채널 번호.
- B tv 케이블의 채널이엠 채널 번호.

## 작품
- 〈127 시간〉: 미국·영국의 드라마 영화.

## 기타
- 날짜: 1월 27일, 12월 7일
- 연도: 127년, 기원전 127년
- 과거 대한민국의 마약사범 신고 전화번호였다. (현재 검찰청 통합콜센터 전화번호인 1301로 바뀌었다.)
- 일렉트로닉 아츠의 비디오 게임 《2006년 FIFA 월드컵》에서 선택할 수 있는 나라의 수가 127개국이다.
- 지하127호: 대한민국의 힙합 듀오.
- NCT 127: 대한민국의 아이돌 그룹.